# Nati l'11 luglio
| Questa pagina contiene informazioni ricavate automaticamente dalle voci biografiche con l'ausilio del template Bio e di un bot. L'aggiornamento è periodico e automatico e ricostruisce completamente la pagina. Se manca una persona in questa lista, sei pregato di non aggiungerla, ma accertati piuttosto che la sua voce biografica contenga il template Bio e che i dati anagrafici siano correttamente compilati. Se il template Bio manca, inseriscilo tu stesso o, in alternativa, metti l'avviso {{tmp\|Bio}} che ne segnala la mancanza. Se i dati riportati sono sbagliati, correggi direttamente la voce biografica; le modifiche saranno visibili in questa lista entro pochi giorni. Per chiarimenti vedi il progetto biografie. La lista contiene solo le 1.074 persone che sono citate nell'enciclopedia e per le quali è stato implementato correttamente il template Bio. Pagina aggiornata al 17 ago 2025. |

## II secolo(1)
- 154 - Bardesane, scrittore e filosofo siro († 222)

## XIII secolo(3)
- 1238 - Dafydd ap Gruffydd, principe gallese († 1283)
- 1243 - Robert Bruce, VI signore di Annandale, nobile e cavaliere medievale scozzese († 1304)
- 1274 - Roberto I di Scozia, re scozzese († 1329)

## XV secolo(2)
- 1480 - Antonio de Leyva, condottiero e nobile spagnolo († 1536)
- 1487 - Iolanda di Savoia, principessa († 1499)

## XVI secolo(4)
- 1552 - Ottavio Paravicini, cardinale e vescovo cattolico italiano († 1611)
- 1552 - Flaminio Piatti, cardinale italiano († 1613)
- 1561 - Luis de Góngora, religioso, poeta e drammaturgo spagnolo († 1627)
- 1590 - Pirro Maria Gonzaga, nobile e ambasciatore italiano († 1628)

## XVII secolo(15)
- 1603 - Sibilla Cristina di Anhalt-Dessau, nobile († 1686)
- 1603 - Kenelm Digby, filosofo, diplomatico e corsaro britannico († 1665)
- 1638 - Olimpia Mancini, nobildonna italiana († 1708)
- 1644 - Antonio Grassi, vescovo cattolico italiano († 1715)
- 1645 - Michael Wening, incisore tedesco († 1718)
- 1657 - Federico I di Prussia, sovrano († 1713)
- 1662 - Massimiliano II Emanuele di Baviera, nobile († 1726)
- 1671 - Michel Poncet de La Rivière, vescovo cattolico, predicatore e oratore francese († 1730)
- 1672 - Giovanni Benedetto Gentilotti, vescovo cattolico e bibliotecario italiano († 1725)
- 1676 - Pietro Agostino Scorza, arcivescovo cattolico italiano
- 1678 - Francesco Paolo Supriani, violoncellista e compositore italiano († 1753)
- 1694 - Charles-Antoine Coypel, pittore francese († 1752)
- 1697 - Jean-Baptiste Bourguignon d'Anville, geografo e cartografo francese († 1782)
- 1698 - Jean-Michel Chevotet, architetto francese († 1772)
- 1700 - Charles Townshend, III visconte Townshend, nobile e politico inglese († 1764)

## XVIII secolo(32)
- 1709 - Johan Gottschalk Wallerius, chimico e mineralogista svedese († 1785)
- 1715 - Jean-Joseph Balechou, incisore e pittore francese († 1764)
- 1719 - Giuseppe Toaldo, astronomo, meteorologo e abate italiano († 1797)
- 1722 - Giorgio Guglielmo d'Assia-Darmstadt, principe tedesco († 1782)
- 1723 - Carolina Luisa d'Assia-Darmstadt, principessa († 1783)
- 1723 - Charles-Georges Le Roy, enciclopedista francese († 1789)
- 1723 - Jean-François Marmontel, romanziere, poeta e drammaturgo francese († 1799)
- 1732 - Jérôme Lalande, astronomo francese († 1807)
- 1738 - Alberto di Sassonia-Teschen, principe tedesco († 1822)
- 1749 - Pasquale Baffi, grecista, bibliotecario e rivoluzionario italiano († 1799)
- 1750 - François Philippe de Latour-Foissac, generale e ingegnere francese († 1804)
- 1756 - Luigi Emanuele Corvetto, politico e avvocato italiano († 1821)
- 1756 - Louis-Antoine-Cyprien Infernet, ammiraglio francese († 1815)
- 1757 - Johann Matthäus Bechstein, etologo, ornitologo e botanico tedesco († 1822)
- 1760 - François Benoît Hoffmann, drammaturgo e librettista francese († 1828)
- 1763 - Ghulam Muhammad Khan, principe indiano († 1828)
- 1764 - Belisario Cristaldi, cardinale italiano († 1831)
- 1767 - John Quincy Adams, politico statunitense († 1848)
- 1770 - Charles Eugène Gabriel de Sombreuil, condottiero francese († 1795)
- 1771 - Carolina Amalia di Assia-Kassel, nobildonna († 1848)
- 1772 - Pietro Carlo Guglielmi, compositore italiano († 1817)
- 1772 - Domenico Ronconi, tenore italiano († 1839)
- 1773 - Pío de Tristán, generale e politico peruviano († 1860)
- 1779 - William à Court, I barone Heytesbury, diplomatico e politico britannico († 1860)
- 1780 - Juan Gregorio de Las Heras, politico e militare argentino († 1866)
- 1781 - Bartolomeo Borghesi, numismatico e epigrafista italiano († 1860)
- 1782 - Pietro Naselli, arcivescovo cattolico italiano († 1862)
- 1785 - Jean-Jacques Monanteuil, pittore e disegnatore francese († 1860)
- 1791 - Enrichetta Blondel, italiana († 1833)
- 1792 - Heinrich Emanuel Grabowski, botanico polacco († 1842)
- 1795 - Bernard Seurre, scultore francese († 1867)
- 1798 - Paolo Savi, geologo e ornitologo italiano († 1871)

## XIX secolo(139)
- 1801 - John-Étienne Chaponnière, scultore svizzero († 1835)
- 1805 - Giannantonio Arri, abate, bibliotecario e orientalista italiano († 1841)
- 1806 - Giacinto Gigante, pittore e incisore italiano († 1876)
- 1807 - Karl Friedrich Canstatt, patologo e oculista tedesco († 1850)
- 1809 - Francesco Rizzoli, medico, chirurgo e politico italiano († 1880)
- 1810 - Eugène Simonis, scultore belga († 1893)
- 1811 - Alfred Greenwood, politico statunitense († 1889)
- 1811 - William Robert Grove, chimico e giurista gallese († 1896)
- 1811 - Johann Georg von Hahn, diplomatico e filologo austriaco († 1869)
- 1812 - Pietro Augusto Adami, banchiere italiano († 1898)
- 1812 - Louis Leroy, giornalista, drammaturgo e pittore francese († 1885)
- 1812 - Ferdinand von Rosenzweig, militare e ingegnere austriaco († 1892)
- 1817 - Giovanni Falconi, medico e anatomista italiano († 1900)
- 1819 - Antonio Giudice, politico italiano († 1898)
- 1820 - Paul von Roth, giurista tedesco († 1892)
- 1820 - Friedrich von Spiegel, iranista tedesco († 1881)
- 1821 - Luigi Castellani Fantoni, politico italiano († 1877)
- 1822 - Adolph Albrecht Erlenmeyer, psichiatra e medico tedesco († 1877)
- 1823 - Benjamin Gastineau, scrittore e giornalista francese († 1904)
- 1824 - Adolphe Samuel, compositore, critico musicale e direttore d'orchestra belga († 1898)
- 1826 - Franz Grashof, ingegnere tedesco († 1893)
- 1827 - Paul de Saint-Victor, giornalista francese († 1881)
- 1832 - Charilaos Trikoupis, politico greco († 1896)
- 1833 - Luigi Bombicci, mineralogista e museologo italiano († 1903)
- 1835 - Carlo De Amezaga, militare italiano († 1899)
- 1836 - Antonio Maria de Pol, vescovo cattolico italiano († 1892)
- 1836 - Antônio Carlos Gomes, compositore brasiliano († 1896)
- 1836 - Gian Maria Solinas Apostoli, avvocato e politico italiano († 1914)
- 1837 - Giovanni IV d'Etiopia, imperatore etiope († 1889)
- 1837 - Giuseppe Pomponio, brigante italiano († 1870)
- 1837 - Sofia del Liechtenstein, principessa austriaca († 1899)
- 1838 - Gaetano Negri, militare, storico e critico letterario italiano († 1902)
- 1838 - John Wanamaker, politico statunitense († 1922)
- 1839 - Julius Euting, orientalista e arabista tedesco († 1913)
- 1842 - Carl von Linde, ingegnere tedesco († 1934)
- 1842 - Robert Warburton, militare († 1899)
- 1846 - Léon Bloy, scrittore, saggista e poeta francese († 1917)
- 1846 - Jaroslav Goll, storico cecoslovacco († 1929)
- 1846 - Oddone Eugenio Maria di Savoia, principe italiano († 1866)
- 1847 - Costanzo Rinaudo, storico e politico italiano († 1937)
- 1849 - Nicholas Edward Brown, botanico britannico († 1934)
- 1856 - Georgiana Drew, attrice teatrale statunitense († 1893)
- 1857 - Joseph Larmor, fisico e matematico irlandese († 1942)
- 1857 - David Prain, medico e botanico scozzese († 1944)
- 1858 - Minni Boh, scrittrice tedesca († 1918)
- 1858 - Prospero De Nobili, avvocato, politico e imprenditore italiano († 1945)
- 1859 - John Grenfell Maxwell, generale britannico († 1929)
- 1859 - Alfred Maria Willner, compositore, librettista e musicologo austriaco († 1929)
- 1860 - Oreste Bandini, generale italiano († 1916)
- 1860 - Élisabeth, contessa Greffulhe, nobile francese († 1952)
- 1860 - Friedrich Oltmanns, botanico tedesco († 1945)
- 1860 - Pio del Pilar, generale, rivoluzionario e attivista filippino († 1931)
- 1861 - George W. Norris, avvocato e politico statunitense († 1944)
- 1864 - Albert Baratier, generale e esploratore francese († 1917)
- 1864 - Charles Dawson, archeologo britannico († 1916)
- 1864 - Peter Deunov, filosofo e pedagogista bulgaro († 1944)
- 1865 - Sigmund Schenkling, entomologo tedesco († 1946)
- 1866 - Richard Beer-Hofmann, scrittore austriaco († 1945)
- 1866 - Irene d'Assia-Darmstadt, principessa tedesca († 1953)
- 1867 - Lussorio Cau, carabiniere italiano († 1961)
- 1867 - Giuseppe Sommaruga, architetto italiano († 1917)
- 1871 - Angelo Rossini, pittore e incisore italiano († 1939)
- 1871 - Paolo Vinassa de Regny, geologo e paleontologo italiano († 1957)
- 1872 - José María Orellana Pinto, politico e generale guatemalteco († 1926)
- 1875 - Max Krehan, insegnante tedesco († 1925)
- 1875 - Enrico Leone, economista e giornalista italiano († 1940)
- 1877 - Giulio Laureati, aviatore italiano († 1943)
- 1878 - Girolamo Vigni, fantino italiano († 1906)
- 1879 - Lawrence Feuerbach, pesista e tiratore di fune statunitense († 1911)
- 1879 - Giovanni Michelazzi, architetto italiano († 1920)
- 1880 - Pericle Ducati, archeologo italiano († 1944)
- 1880 - Dorothea Köring, tennista tedesca († 1945)
- 1880 - Friedrich Lahrs, architetto e docente tedesco († 1964)
- 1880 - William Leveson-Gower, IV conte di Granville, ammiraglio britannico († 1953)
- 1881 - Willem Hubert van Blijenburgh, schermidore olandese († 1936)
- 1881 - Alfonso Frangipane, pittore, disegnatore e decoratore italiano († 1970)
- 1881 - Luigi Motta, scrittore, commediografo e giornalista italiano († 1955)
- 1882 - Robert F. McGowan, regista e produttore cinematografico statunitense († 1955)
- 1882 - Leonard Nelson, filosofo e matematico tedesco († 1927)
- 1883 - Béla Mező, velocista e lunghista ungherese († 1954)
- 1883 - Ippolito Radaelli, militare e avvocato italiano († 1964)
- 1884 - Carlo Bassano, avvocato e politico italiano († 1947)
- 1884 - Howard Estabrook, sceneggiatore, attore e regista statunitense († 1978)
- 1884 - Olga di Hannover, principessa († 1958)
- 1885 - Pietro Grammatico, politico italiano († 1967)
- 1885 - Roger de La Fresnaye, pittore francese († 1925)
- 1885 - Guido Moda, allenatore di calcio, arbitro di calcio e calciatore italiano († 1957)
- 1885 - Pietro Romani, politico italiano († 1973)
- 1885 - Angelo Virgilio Vavassori, scultore italiano († 1961)
- 1886 - Boris Dmitrievič Grigor'ev, pittore, poeta e grafico russo († 1939)
- 1886 - Giacomo Macchi, militare e aviatore italiano († 1976)
- 1886 - Karl Weilenmann, calciatore svizzero († 1980)
- 1887 - Giovanni Maria Visconti Venosta, diplomatico, politico e nobile italiano († 1947)
- 1888 - Charles Sabini, mafioso britannico († 1950)
- 1888 - Carl Schmitt, giurista tedesco († 1985)
- 1888 - Charles Vigurs, ginnasta britannico († 1917)
- 1889 - Alfred E. Green, regista e attore statunitense († 1960)
- 1889 - Amleto Palermi, regista italiano († 1941)
- 1890 - Giacomo Albanese, matematico italiano († 1947)
- 1890 - John Stewart Battle, politico statunitense († 1972)
- 1890 - William O'Dwyer, politico e diplomatico irlandese († 1964)
- 1890 - Alfredo Proia, giornalista, produttore cinematografico e politico italiano († 1950)
- 1890 - Arturo Scattini, generale italiano († 1970)
- 1890 - Arthur Tedder, generale britannico († 1967)
- 1891 - Zdeněk Fierlinger, politico e diplomatico cecoslovacco († 1976)
- 1891 - Ernesto Giacobbi, pittore italiano († 1964)
- 1891 - Joseph Sadi-Lecointe, militare e aviatore francese († 1944)
- 1891 - Herbert Olivecrona, chirurgo svedese († 1980)
- 1891 - Rebo Rigotti, genetista e agronomo italiano († 1971)
- 1892 - Nico Bouvij, calciatore olandese († 1957)
- 1892 - Giorgio Federico Ghedini, compositore italiano († 1965)
- 1892 - Einar Hansen, calciatore norvegese († 1951)
- 1892 - Vladimir Jakovlevič Klimov, scienziato sovietico († 1962)
- 1892 - Trafford Leigh-Mallory, generale britannico († 1944)
- 1892 - Thomas Mitchell, attore statunitense († 1962)
- 1892 - Armando Sapori, storico, archivista e politico italiano († 1976)
- 1893 - Luigi Castagno, politico e sindacalista italiano († 1971)
- 1893 - Luigi Du Jardin, pallanuotista e calciatore italiano († 1961)
- 1893 - Edward Stinson, aviatore statunitense († 1932)
- 1894 - Ignacio Hidalgo de Cisneros, aviatore e generale spagnolo († 1966)
- 1894 - Domenico Mittica, generale e politico italiano († 1944)
- 1894 - Cesare Tumedei, politico e avvocato italiano († 1980)
- 1894 - Alberto Viviani, scrittore, poeta e giornalista italiano († 1970)
- 1894 - Walter Wanger, produttore cinematografico statunitense († 1968)
- 1895 - Elena Ivanovna Barulina, botanica e genetista sovietica († 1957)
- 1895 - Luciano Urquijo, ingegnere e hockeista su prato argentino († 1984)
- 1895 - Dorothy Wilde, traduttrice e socialite britannica († 1941)
- 1896 - Ludwik Fleck, microbiologo e filosofo polacco († 1961)
- 1896 - Akaki Khorava, attore georgiano († 1972)
- 1896 - Charlotte Rudolph, fotografa tedesca († 1983)
- 1897 - Mario Crosta, imprenditore e dirigente d'azienda italiano († 1974)
- 1898 - E. W. Emo, regista cinematografico austriaco († 1975)
- 1898 - François Gangloff, ginnasta francese († 1979)
- 1898 - Jean Lardi, calciatore e allenatore di calcio italiano
- 1898 - Gustav-Adolf von Nostitz-Wallwitz, generale tedesco († 1945)
- 1899 - Frits Kuipers, calciatore olandese († 1943)
- 1899 - Elwyn Brooks White, scrittore statunitense († 1985)
- 1900 - Filinto Müller, politico e militare brasiliano († 1973)
- 1900 - Antrim Short, attore statunitense († 1972)

## XX secolo(848)
- 1901 - Renato Calapso, matematico italiano († 1976)
- 1901 - Jole Veneziani, stilista italiana († 1989)
- 1902 - Léo Collard, politico belga († 1981)
- 1902 - Samuel Abraham Goudsmit, fisico olandese († 1978)
- 1902 - Alberico Motolese, politico italiano († 1991)
- 1903 - Rudol'f Abel', agente segreto sovietico († 1971)
- 1903 - Barbara Bedford, attrice statunitense († 1981)
- 1903 - Ugo Bonzano, calciatore e allenatore di calcio italiano († 1993)
- 1903 - Piero Bottoni, architetto e politico italiano († 1973)
- 1903 - Otto Eduard Hasse, attore e doppiatore tedesco († 1978)
- 1903 - Joan Ridley, tennista britannica († 1983)
- 1903 - Ebe Stignani, mezzosoprano italiano († 1974)
- 1903 - Giuseppe Volta, calciatore italiano († 1979)
- 1904 - Helmut Grunsky, crittografo e matematico tedesco († 1986)
- 1904 - Leland John Haworth, fisico statunitense († 1979)
- 1904 - Aldo Sestini, geografo e geologo italiano († 1988)
- 1905 - Kikutarō Baba, zoologo giapponese († 2001)
- 1905 - Paul Wormser, schermidore francese († 1944)
- 1906 - Renato Baiguera, calciatore italiano († 1976)
- 1906 - Alberto Molfino, lottatore italiano († 1977)
- 1906 - Ezio Mutti, pittore e scultore italiano († 1987)
- 1907 - Ferante Colnago, calciatore jugoslavo († 1969)
- 1907 - Erwin Gillmeister, velocista tedesco († 1993)
- 1907 - Len Harvey, pugile inglese († 1976)
- 1907 - Armando Maunier, cestista spagnolo († 1998)
- 1907 - Kiki Palmer, attrice italiana († 1949)
- 1907 - Giuseppe Pullano, vescovo cattolico italiano († 1977)
- 1908 - Arrigo Giacomo Camosso, paroliere italiano († 1987)
- 1908 - Evi Maltagliati, attrice italiana († 1986)
- 1909 - Irene Hervey, attrice statunitense († 1998)
- 1909 - Roger Rigollet, astronomo francese († 1981)
- 1909 - Song Renqiong, politico e generale cinese († 2005)
- 1909 - Diana Churchill, britannica († 1963)
- 1910 - Sally Blane, attrice statunitense († 1997)
- 1910 - Johannes Hassebroek, militare tedesco († 1977)
- 1910 - Anton Spitaler, orientalista tedesco († 2003)
- 1910 - Ludwig Stumpfegger, medico tedesco († 1945)
- 1911 - Olive Cotton, fotografa australiana († 2003)
- 1911 - Erna Flegel, infermiera tedesca († 2006)
- 1912 - Ermelindo Bonilauri, calciatore e allenatore di calcio italiano († 1971)
- 1912 - Massimo Della Pergola, giornalista italiano († 2006)
- 1912 - Ludwig Männer, calciatore tedesco († 2003)
- 1912 - Aino Taube, attrice svedese († 1990)
- 1913 - Christian Calmes, diplomatico e storico lussemburghese († 1995)
- 1913 - Salvatore Puglisi, militare italiano († 1938)
- 1913 - Cordwainer Smith, scrittore di fantascienza statunitense († 1966)
- 1914 - Jacques Castelot, attore francese († 1989)
- 1914 - Sven Fahlman, schermidore svedese († 2003)
- 1914 - Aníbal Troilo, musicista argentino († 1975)
- 1915 - Cecil Isbell, giocatore di football americano e allenatore di football americano statunitense († 1985)
- 1915 - Jake Nagode, cestista statunitense († 1976)
- 1915 - Milena Penovich, attrice italiana
- 1915 - William Wheeler, politico statunitense († 1989)
- 1916 - Fernando De Marzi, politico e sindacalista italiano († 1993)
- 1916 - Calcedonio Giordano, militare italiano († 1944)
- 1916 - Hans Maier, pallanuotista olandese († 2018)
- 1916 - Kitty O'Brien Joyner, ingegnere statunitense († 1993)
- 1916 - Aleksandr Michajlovič Prochorov, fisico sovietico († 2002)
- 1916 - Gough Whitlam, politico australiano († 2014)
- 1917 - Per Carleson, schermidore svedese († 2004)
- 1917 - Kadri Roshi, attore cinematografico albanese († 2007)
- 1917 - Ed Sadowski, cestista e allenatore di pallacanestro statunitense († 1990)
- 1918 - Venetia Burney, docente britannica († 2009)
- 1918 - Georg Graf von Plettenberg, militare tedesco († 1980)
- 1918 - Magda Rurac, tennista romena († 1995)
- 1919 - Alessandro Carlini, calciatore italiano
- 1919 - Henri Joseph Fenet, militare francese († 2002)
- 1919 - Philippe Jullian, scrittore e illustratore francese († 1977)
- 1919 - Hans Lipschis, militare tedesco († 2016)
- 1919 - Benjamin Tammuz, scrittore israeliano († 1989)
- 1920 - Fausto Bocchi, politico e partigiano italiano († 1986)
- 1920 - Yul Brynner, attore russo († 1985)
- 1920 - Pinin Carpi, scrittore, illustratore e poeta italiano († 2004)
- 1920 - Nicola Fasano, sindacalista e politico italiano († 1960)
- 1920 - Letizia Giss, attrice e ballerina italiana († 2004)
- 1920 - Zecharia Sitchin, scrittore azero († 2010)
- 1921 - Anselmo Boldrin, politico e avvocato italiano († 2017)
- 1921 - Luigi Casola, ciclista su strada e pistard italiano († 2009)
- 1921 - Petter Hugsted, saltatore con gli sci norvegese († 2000)
- 1921 - Franco Volpi, attore italiano († 1997)
- 1921 - Ilse Werner, attrice tedesca († 2005)
- 1922 - John William Scott Cassels, matematico britannico († 2015)
- 1922 - Egidio Di Costanzo, calciatore e allenatore di calcio italiano († 2009)
- 1922 - Gene Evans, attore statunitense († 1998)
- 1922 - Satiro Lusetti, calciatore italiano († 1974)
- 1922 - Filippo Mancuso, magistrato e politico italiano († 2011)
- 1922 - Fritz Riess, pilota automobilistico tedesco († 1991)
- 1923 - František Havránek, allenatore di calcio e calciatore cecoslovacco († 2011)
- 1923 - Ray Lumpp, cestista statunitense († 2015)
- 1923 - Richard Pipes, storico statunitense († 2018)
- 1923 - Nena, calciatore brasiliano († 2010)
- 1923 - Aldo Stella, storico italiano († 2007)
- 1923 - Guy Bara, fumettista belga († 2003)
- 1924 - Giuseppe Bonaviri, scrittore e poeta italiano († 2009)
- 1924 - Lucille Davidson, cestista e tennista statunitense († 2009)
- 1924 - Giuseppe Fina, regista italiano († 1998)
- 1924 - Cesare Lattes, fisico brasiliano († 2005)
- 1924 - Charlie Tully, calciatore e allenatore di calcio nordirlandese († 1971)
- 1924 - Alberto Uria, pilota automobilistico uruguaiano († 1988)
- 1925 - Mattiwilda Dobbs, soprano statunitense († 2015)
- 1925 - Edgardo Egaddi, pianista, direttore di coro e compositore italiano († 2000)
- 1925 - Nicolai Gedda, tenore svedese († 2017)
- 1925 - Eddie Lowe, calciatore e allenatore di calcio inglese († 2009)
- 1925 - Fernando Matthei, generale e politico cileno († 2017)
- 1925 - Giovanni Maria Sartori, arcivescovo cattolico italiano († 1998)
- 1925 - Georges Schneider, sciatore alpino e allenatore di sci alpino svizzero († 1963)
- 1926 - Peter Bennett, pallanuotista e calciatore australiano († 2012)
- 1926 - The Crusher, wrestler statunitense († 2005)
- 1926 - Tony Lavelli, cestista statunitense († 1998)
- 1926 - Teddy Reno, cantante, produttore discografico e attore italiano
- 1926 - Patrick Wymark, attore britannico († 1970)
- 1927 - Herbert Blomstedt, direttore d'orchestra svedese
- 1927 - Theodore Harold Maiman, fisico statunitense († 2007)
- 1927 - Gertrude Pressburger, austriaca († 2021)
- 1928 - Marcos Calderón, allenatore di calcio peruviano († 1987)
- 1928 - Mario Galvagni, architetto italiano († 2020)
- 1928 - Jane Gardam, scrittrice britannica († 2025)
- 1928 - Nic Jonk, scultore olandese († 1994)
- 1928 - Bobo Olson, pugile statunitense († 2002)
- 1928 - Frank Rosenblatt, psicologo statunitense († 1971)
- 1928 - Andrea Ofilada Veneracion, direttrice di coro, pianista e soprano filippina († 2013)
- 1929 - Vito Bellafiore, politico italiano
- 1929 - Danny Flores, sassofonista e compositore statunitense († 2006)
- 1929 - David Kelly, attore irlandese († 2012)
- 1929 - Hermann Prey, baritono tedesco († 1998)
- 1929 - Roman Zacharov, canottiere sovietico († 2021)
- 1929 - Giancarlo Zilio, politico italiano († 2018)
- 1930 - Dick Beyer, wrestler statunitense († 2019)
- 1930 - Harold Bloom, critico letterario e anglista statunitense († 2019)
- 1930 - Antonino Casu, carabiniere italiano († 1980)
- 1930 - Giorgio Ghezzi, allenatore di calcio e calciatore italiano († 1990)
- 1930 - Licia Macchini, ginnasta italiana († 2018)
- 1930 - Gino Mescoli, compositore, arrangiatore e direttore d'orchestra italiano
- 1930 - Tarcisio Pillolla, vescovo cattolico italiano († 2021)
- 1930 - Julia Trevelyan Oman, costumista e scenografa britannica († 2003)
- 1930 - Brunello Vigezzi, storico italiano († 2022)
- 1930 - Klaus Wagenbach, editore tedesco († 2021)
- 1931 - Francesco Cattanei, politico e avvocato italiano († 1993)
- 1931 - John N. Dalton, politico statunitense († 1986)
- 1931 - Franco Giraldi, regista, sceneggiatore e critico cinematografico italiano († 2020)
- 1931 - William Hale, regista statunitense († 2020)
- 1931 - Tab Hunter, attore statunitense († 2018)
- 1931 - Yasuo Ōtsuka, animatore e disegnatore giapponese († 2021)
- 1931 - Tullio Regge, fisico e matematico italiano († 2014)
- 1931 - Dave Toschi, poliziotto statunitense († 2018)
- 1932 - Marjan Berk, scrittrice e attrice olandese
- 1932 - Pietro Ghilarducci, giornalista e scrittore italiano († 2010)
- 1932 - Hans van Manen, ballerino, coreografo e fotografo olandese
- 1932 - Antonio Papasso, incisore e pittore italiano († 2014)
- 1932 - Virgilio Scapin, scrittore e attore italiano († 2006)
- 1932 - Ron Stewart, allenatore di hockey su ghiaccio e hockeista su ghiaccio canadese († 2012)
- 1932 - Jean-Guy Talbot, hockeista su ghiaccio e allenatore di hockey su ghiaccio canadese († 2024)
- 1933 - Allan Ėrdman, ex tiratore a segno sovietico
- 1933 - Ernst Jacobi, attore e doppiatore tedesco († 2022)
- 1933 - Ermanno Tarabbia, calciatore e allenatore di calcio italiano († 2014)
- 1933 - Janet Thompson, cestista statunitense († 2014)
- 1934 - Giorgio Armani, stilista e imprenditore italiano
- 1934 - Helen Cresswell, scrittrice inglese († 2005)
- 1934 - Teuvo Kohonen, informatico finlandese († 2021)
- 1934 - Jaume Traserra Cunillera, vescovo cattolico spagnolo († 2019)
- 1935 - Earlene Brown, pesista e discobola statunitense († 1983)
- 1935 - Konstantin Eršov, attore e regista sovietico († 1984)
- 1935 - Giuseppe Rocco Favale, vescovo cattolico italiano († 2018)
- 1935 - Giorgio Pianta, pilota automobilistico, dirigente sportivo e ingegnere italiano († 2014)
- 1935 - Gérard Saint, ciclista su strada e pistard francese († 1960)
- 1935 - Woody Sauldsberry, cestista statunitense († 2007)
- 1936 - Joe Bussard, musicologo e produttore discografico statunitense († 2022)
- 1936 - Adolfo Fenoglio, attore e doppiatore italiano
- 1936 - Angelo Mercurio, mafioso e collaboratore di giustizia statunitense († 2006)
- 1936 - Oscar Mischiati, musicologo italiano († 2004)
- 1936 - Carole Quinton, ex ostacolista e velocista britannica
- 1936 - Nives Zegna, annunciatrice televisiva e attrice italiana
- 1937 - Gonzalo Díaz Beitia, ex calciatore spagnolo
- 1937 - Joyce Murland, atleta paralimpica e tiratrice a segno canadese († 2017)
- 1937 - Adin Steinsaltz, rabbino e filosofo israeliano († 2020)
- 1938 - Jacky Lee, giocatore di football americano statunitense († 2016)
- 1938 - Edgar Mrugalla, pittore tedesco († 2016)
- 1939 - Angela Ales Bello, filosofa italiana
- 1939 - Barbara Dittus, attrice e doppiatrice tedesca († 2001)
- 1939 - Guglielmo Gulotta, avvocato italiano
- 1939 - Vittorio Tarditi, politico italiano
- 1940 - Gianni Bazzanella, politico italiano
- 1940 - John Best, calciatore, allenatore di calcio e dirigente sportivo inglese († 2014)
- 1940 - Vinko Cuzzi, calciatore jugoslavo († 2011)
- 1940 - Jurij Moiseev, hockeista su ghiaccio sovietico († 2005)
- 1940 - Roberto Paggini, avvocato e politico italiano
- 1940 - Giuseppe Pessina, hockeista su pista italiano († 2025)
- 1940 - Gunnar Prokop, allenatore di pallamano austriaco
- 1940 - Jacques Revaux, compositore e cantante francese
- 1941 - Rosa Morena, cantante e attrice spagnola († 2019)
- 1941 - Clive Puzey, ex pilota automobilistico zimbabwese
- 1942 - Emma Baeri, storica e saggista italiana
- 1942 - Jean Jourden, ciclista su strada francese († 2024)
- 1942 - Bernard Laidebeur, velocista francese († 1991)
- 1942 - Isidoro Quaglio, rugbista a 15, allenatore di rugby a 15 e canottiere italiano († 2008)
- 1942 - Tomasz Stańko, trombettista e compositore polacco († 2018)
- 1943 - Michèle Barzach, politica francese
- 1943 - Alfonso Berardinelli, critico letterario, saggista e italianista italiano
- 1943 - Francesco Bigazzi, giornalista e scrittore italiano
- 1943 - Pedro Carrasco, pugile e attore spagnolo († 2001)
- 1943 - Oscar D'León, cantante e bassista venezuelano
- 1943 - Howard Gardner, psicologo e docente statunitense
- 1943 - Clem Haskins, ex cestista e allenatore di pallacanestro statunitense
- 1943 - Tom Holland, regista, sceneggiatore e attore statunitense
- 1943 - Tom Newman, compositore e musicista inglese
- 1943 - Luciano Onder, giornalista, conduttore televisivo e divulgatore scientifico italiano
- 1943 - Suzan Pitt, regista e artista statunitense († 2019)
- 1943 - Susan Seaforth Hayes, attrice statunitense
- 1943 - Rolf Stommelen, pilota automobilistico tedesco († 1983)
- 1943 - Karin Ugowski, attrice tedesca
- 1944 - Paolo Flores d'Arcais, scrittore e pubblicista italiano
- 1944 - Lou Hudson, cestista statunitense († 2014)
- 1944 - Yves Michaud, filosofo francese
- 1944 - Edwin Noël, attore tedesco († 2004)
- 1944 - Wanda Sá, cantante brasiliana
- 1945 - András Arató, ungherese
- 1945 - Katsumi Haseda, astronomo giapponese
- 1945 - Junji Kawano, ex calciatore giapponese
- 1945 - Billy Simpson, allenatore di calcio e calciatore scozzese († 2009)
- 1946 - Sarah Blaffer Hrdy, antropologa e psicologa statunitense
- 1946 - Patrice Caratini, contrabbassista, compositore e direttore d'orchestra francese
- 1946 - Dick Cunningham, ex cestista statunitense
- 1946 - Rino Foschi, dirigente sportivo italiano
- 1946 - Takashi Ishii, regista, sceneggiatore e fumettista giapponese († 2022)
- 1946 - Chris Killip, fotografo britannico († 2020)
- 1946 - John Lawton, cantante britannico († 2021)
- 1946 - Ed Markey, politico statunitense
- 1946 - Mario Romersi, ex pugile italiano
- 1946 - Vito Russo, scrittore, attivista e storico del cinema statunitense († 1990)
- 1946 - Beverly Todd, attrice statunitense
- 1946 - Jack Wrangler, attore pornografico e attore teatrale statunitense († 2009)
- 1947 - Anne-Marie Comparini, politica francese († 2025)
- 1947 - Kjell Gunnå, ex cestista svedese
- 1947 - John Holt, cantautore giamaicano († 2014)
- 1947 - Tommy Hughes, ex calciatore scozzese
- 1947 - Riad Ismat, politico, diplomatico e critico letterario siriano († 2020)
- 1947 - Bo Lundgren, politico svedese
- 1947 - Camillo Pantaleone, giornalista italiano († 2014)
- 1947 - Jaroslav Pollák, calciatore cecoslovacco († 2020)
- 1947 - Violetta Quesada, velocista cubana († 2024)
- 1947 - George Sabra, politico siriano
- 1947 - Victor Surdu, politico e agronomo rumeno († 2011)
- 1947 - Bobby Washington, ex cestista e allenatore di pallacanestro statunitense
- 1948 - Domenico Beneventano, politico italiano († 1980)
- 1948 - Herman Chin Loy, produttore discografico giamaicano
- 1948 - Herbert Cousins, ex cestista panamense
- 1948 - Jan Dolczewski, ex cestista polacco
- 1948 - Juan de la Caridad García Rodríguez, cardinale e arcivescovo cattolico cubano
- 1948 - Judit Hidasi, linguista, orientalista e iamatologa ungherese
- 1948 - Ernie Holmes, giocatore di football americano statunitense († 2008)
- 1948 - Elias Khoury, scrittore e giornalista libanese († 2024)
- 1948 - Earnie Killum, cestista statunitense († 2020)
- 1948 - Spartak Ngjela, giurista, politico e scrittore albanese
- 1948 - George Trapp, cestista statunitense († 2002)
- 1948 - Hector Zazou, compositore e produttore discografico francese († 2008)
- 1949 - Alfredo Chinetti, ex ciclista su strada italiano
- 1949 - Daniele Del Giudice, scrittore italiano († 2021)
- 1949 - Émerson Leão, ex calciatore e allenatore di calcio brasiliano
- 1949 - Miikka Toivola, allenatore di calcio e calciatore finlandese († 2017)
- 1949 - Mauro Vannoni, politico italiano
- 1949 - Leslie Voltaire, politico haitiano
- 1950 - Giorgio Cordini, chitarrista e compositore italiano
- 1950 - Lawrence DeLucas, ex astronauta e biochimico statunitense
- 1950 - Sylvie Franzen, ex cestista olandese
- 1950 - David Ives, drammaturgo, sceneggiatore e librettista statunitense
- 1950 - Bruce McGill, attore statunitense
- 1950 - Bonnie Pointer, cantante statunitense († 2020)
- 1950 - Luciano Ravasio, cantautore italiano
- 1950 - Lillian Watson, ex nuotatrice statunitense
- 1951 - Edo Bertoglio, fotografo e regista svizzero
- 1951 - Max Delys, attore francese († 1993)
- 1951 - Massimo Galli, medico italiano
- 1951 - Ron King, ex cestista statunitense
- 1951 - Walter Meeuws, allenatore di calcio e ex calciatore belga
- 1951 - Jacques Michaud, dirigente sportivo e ex ciclista su strada francese
- 1951 - Guido Milanese, politico italiano
- 1951 - Roberto Morinini, calciatore e allenatore di calcio svizzero († 2012)
- 1951 - Nikolaj Patrušev, politico, generale e ex agente segreto russo
- 1951 - Roberta Piazzi, cantante italiana
- 1952 - Francesco Aracri, politico italiano
- 1952 - Bill Barber, ex hockeista su ghiaccio e allenatore di hockey su ghiaccio canadese
- 1952 - Tim De Zarn, attore statunitense
- 1952 - Igor' Grivennikov, ex nuotatore sovietico
- 1952 - Stephen Lang, attore statunitense
- 1952 - Carlo Alessandro Puri Negri, imprenditore e dirigente d'azienda italiano
- 1952 - Timo Salminen, direttore della fotografia finlandese
- 1952 - Win Sein, ex calciatore birmano
- 1952 - Luciano Vendemini, cestista italiano († 1977)
- 1952 - Rafael Viteri, ex calciatore spagnolo
- 1953 - Angélica Aragón, attrice messicana
- 1953 - Cats Falck, giornalista svedese († 1984)
- 1953 - Pedro Fleitas, ex calciatore paraguaiano
- 1953 - Jair Gaúcho, ex calciatore brasiliano
- 1953 - Miho Matsuoka, ex cestista giapponese
- 1953 - Patricia Reyes Spíndola, attrice, regista e produttrice cinematografica messicana
- 1953 - Leon Spinks, pugile statunitense († 2021)
- 1953 - Mindy Sterling, attrice e doppiatrice statunitense
- 1953 - Paul Weiland, regista e sceneggiatore inglese
- 1954 - Motti Aroesti, ex cestista israeliano
- 1954 - Paolo Beldì, regista televisivo italiano († 2021)
- 1954 - Fabrizio Castori, allenatore di calcio e ex calciatore italiano
- 1954 - Alfonso Durazo Montaño, politico messicano
- 1954 - Christine Lakeland, cantante e musicista statunitense
- 1954 - Rich Laurel, ex cestista statunitense
- 1954 - Butch Reed, wrestler e giocatore di football americano statunitense († 2021)
- 1954 - Berit Reiss-Andersen, avvocata e politica norvegese
- 1954 - Isaac Sinkot, dirigente sportivo, allenatore di calcio e ex calciatore camerunese
- 1955 - Michail Chrjukin, ex nuotatore sovietico
- 1955 - Roberto Coviello, baritono italiano († 2024)
- 1955 - Paul Alois Lakra, vescovo cattolico indiano († 2021)
- 1955 - Geremia Mancini, sindacalista italiano
- 1955 - Adi Roche, attivista irlandese
- 1955 - Sim Soo-bong, cantautrice e attrice sudcoreana
- 1956 - Pat Cummings, cestista statunitense († 2012)
- 1956 - Calvin Garrett, ex cestista statunitense
- 1956 - Amitav Ghosh, scrittore e giornalista indiano
- 1956 - Marcello Guarducci, ex nuotatore italiano
- 1956 - András Herczeg, dirigente sportivo, allenatore di calcio e ex calciatore ungherese
- 1956 - Stefano Lorenzetto, giornalista e scrittore italiano
- 1956 - Roman Opsitaru, ex cestista rumeno
- 1956 - Umberto Paganelli, pattinatore artistico a rotelle italiano († 2015)
- 1956 - Robin Renucci, attore e regista francese
- 1956 - Alessio Sardelli, attore italiano
- 1956 - Antonio Michele Trizza, politico italiano
- 1956 - Sela Ward, attrice e ex modella statunitense
- 1957 - Eugenio Coter, vescovo cattolico e missionario italiano
- 1957 - Thomas Loebb, ex pallanuotista tedesco
- 1957 - Peter Murphy, cantante britannico
- 1957 - Patsy O'Hara, rivoluzionario irlandese († 1981)
- 1957 - Michael Rose, cantante giamaicano
- 1958 - Peter Andersson, ex cestista svedese
- 1958 - Michail Lesin, politico russo († 2015)
- 1958 - Mark Lester, attore britannico
- 1958 - Pietro Pizzuti, attore, drammaturgo e regista italiano
- 1958 - Hugo Sánchez, ex calciatore e allenatore di calcio messicano
- 1958 - Hank Shermann, chitarrista danese
- 1958 - Lúcia Veríssimo, attrice, regista e blogger brasiliana
- 1958 - Kirk Whalum, sassofonista e cantautore statunitense
- 1959 - Lorenzo Bodega, politico italiano
- 1959 - Dag Christophersen, ex calciatore norvegese
- 1959 - Giogiò Franchini, montatore italiano
- 1959 - Jeff Kemp, ex giocatore di football americano statunitense
- 1959 - Jacques Lüthy, ex sciatore alpino svizzero
- 1959 - Tobias Moretti, attore e regista teatrale austriaco
- 1959 - Éric N'Gapeth, allenatore di pallavolo e ex pallavolista camerunese
- 1959 - Jovica Nikolić, ex calciatore jugoslavo
- 1959 - Paolo Regina, scrittore italiano
- 1959 - Richie Sambora, chitarrista statunitense
- 1959 - Lawrence Stroll, imprenditore canadese
- 1959 - Suzanne Vega, cantautrice statunitense
- 1959 - Algy Ward, bassista e cantante britannico († 2023)
- 1960 - Dario Bertazzoli, ex pallanuotista italiano
- 1960 - Massimo Bonfatti, fumettista italiano
- 1960 - Kim Crosby, attrice e soprano statunitense
- 1960 - José Garrido, calciatore e allenatore di calcio portoghese († 2024)
- 1960 - Tomoyuki Kajino, ex calciatore giapponese
- 1960 - Lynn Kanuka-Williams, ex mezzofondista canadese
- 1960 - Ilie Matei, ex lottatore rumeno
- 1960 - Jafar Panahi, regista, attore e sceneggiatore iraniano
- 1960 - Anita Pountain, ex cestista olandese
- 1960 - Kazimierz Przybyś, ex calciatore polacco
- 1960 - Caroline Quentin, attrice e conduttrice televisiva britannica
- 1960 - Ronald M. Schernikau, scrittore tedesco († 1991)
- 1961 - Francesco Paolo Figliuolo, generale e funzionario italiano
- 1961 - Werner Günthör, ex pesista svizzero
- 1961 - Werner Koch, programmatore e informatico tedesco
- 1962 - Uwe Brauer, ex cestista tedesco
- 1962 - Kerrith Brown, ex judoka britannico
- 1962 - Fujii Fumiya, artista e cantante giapponese
- 1962 - Jill Jones, cantante statunitense
- 1962 - Manuela Mager, ex pattinatrice artistica su ghiaccio tedesca
- 1962 - Pauline McLynn, attrice e scrittrice irlandese
- 1962 - Maurizio Sacchi, ex calciatore italiano
- 1962 - Peter Steinmann, ex pentatleta svizzero
- 1963 - Pavol Diňa, ex calciatore slovacco
- 1963 - Michelle Fairley, attrice nordirlandese
- 1963 - Annemarie Kirr, ex cestista rumena
- 1963 - Morten Kristiansen, ex calciatore norvegese
- 1963 - Liu Haiguang, ex calciatore cinese
- 1963 - Al MacInnis, ex hockeista su ghiaccio canadese
- 1963 - Manuel Marrero Cruz, politico e militare cubano
- 1963 - Maurizio Martinelli, giornalista e conduttore televisivo italiano
- 1963 - Dean Richards, ex rugbista a 15 e allenatore di rugby a 15 britannico
- 1963 - Lisa Rinna, attrice e conduttrice televisiva statunitense
- 1963 - Walter Thurnherr, diplomatico e politico svizzero
- 1964 - Fabio Cappelli, giornalista italiano
- 1964 - Laura Cayouette, attrice, scrittrice e produttrice cinematografica statunitense
- 1964 - Bruno Dreossi, ex canoista italiano
- 1964 - Ingrid Haringa, ex pistard e ex pattinatrice di velocità su ghiaccio olandese
- 1964 - Kiril di Bulgaria, principe bulgaro
- 1964 - Greg Mottola, regista e sceneggiatore statunitense
- 1964 - Fabio Pagliara, ex pallavolista e dirigente sportivo italiano
- 1965 - Tony Cottee, ex calciatore e allenatore di calcio inglese
- 1965 - Dina Eastwood, giornalista, conduttrice televisiva e attrice statunitense
- 1965 - Vladimir Sergeevič Epišin, scacchista russo
- 1965 - Marco Gilli, ingegnere italiano
- 1965 - Ernesto Hoost, ex kickboxer olandese
- 1965 - Atle Kristoffersen, ex calciatore norvegese
- 1965 - Albert Sánchez Piñol, scrittore e antropologo spagnolo
- 1965 - Scott Shriner, bassista statunitense
- 1966 - Nadeem Aslam, scrittore pakistano
- 1966 - Mariantonia Avati, regista italiana
- 1966 - Saïd Ben Saïd, produttore cinematografico tunisino
- 1966 - Philip Bond, fumettista britannico
- 1966 - Cheb Mami, cantante algerino
- 1966 - Jay Clayton, avvocato statunitense
- 1966 - Debbe Dunning, attrice statunitense
- 1966 - Hideo Furukawa, scrittore giapponese
- 1966 - Greg Grunberg, attore statunitense
- 1966 - Johnny Hansen, ex calciatore danese
- 1966 - Elina Löwensohn, attrice romena
- 1966 - Kentarō Miura, fumettista giapponese († 2021)
- 1966 - Manuela Moreno, giornalista e conduttrice televisiva italiana
- 1966 - Quirico Semeraro, imprenditore e dirigente sportivo italiano
- 1966 - Rod Strickland, ex cestista, allenatore di pallacanestro e dirigente sportivo statunitense
- 1966 - Ricky Warwick, cantante e chitarrista britannico
- 1967 - Trygve Allister Diesen, regista e sceneggiatore norvegese
- 1967 - Ettore Belmondo, attore italiano
- 1967 - Kenny Brown, ex calciatore inglese
- 1967 - Jeff Corwin, biologo statunitense
- 1967 - A.J. English, ex cestista statunitense
- 1967 - Monique Éwanjé-Épée, ex ostacolista francese
- 1967 - Jon Harris, montatore, regista e produttore cinematografico britannico
- 1967 - John Henson, attore, comico e conduttore televisivo statunitense
- 1967 - Berni Huber, allenatore di sci alpino e ex sciatore alpino tedesco
- 1967 - Mauro Jagodnich, ex canottiere italiano
- 1967 - Jhumpa Lahiri, scrittrice statunitense
- 1967 - Thad Matta, ex cestista e allenatore di pallacanestro statunitense
- 1967 - Barry McEvoy, attore britannico
- 1967 - Bent-Ove Pedersen, ex tennista norvegese
- 1967 - Elfie Simchen, ex sciatrice freestyle tedesca
- 1967 - Ola Tomas Svensson, ex calciatore svedese
- 1968 - Mark Fisher, filosofo, sociologo e critico musicale britannico († 2017)
- 1968 - Roberto Fogli, allenatore di calcio e ex calciatore italiano
- 1968 - Andrea Mazzantini, allenatore di calcio e ex calciatore italiano
- 1968 - Claudio Nitti, allenatore di calcio e ex calciatore italiano
- 1968 - Damir Tvrdić, ex cestista croato
- 1968 - Conrad Vernon, doppiatore, animatore e regista statunitense
- 1969 - Cristina Cini, ex assistente arbitrale di calcio italiana
- 1969 - Corentin Martins, allenatore di calcio e ex calciatore francese
- 1969 - Julie Kent, ex ballerina e direttrice artistica statunitense
- 1969 - Giuseppe Petitto, regista e produttore cinematografico italiano († 2015)
- 1969 - Kellita Smith, attrice, comica e modella statunitense
- 1969 - Al Sobrante, batterista e produttore discografico statunitense
- 1969 - David Tao, cantante e compositore taiwanese
- 1969 - Lito Vidigal, allenatore di calcio e ex calciatore angolano
- 1969 - Gaëlle Voiry, modella e stilista francese († 2019)
- 1970 - Paolo Bufalino, attore italiano
- 1970 - Iván Castillo, ex calciatore boliviano
- 1970 - Justin Chambers, attore e ex modello statunitense
- 1970 - Youssef El-Guir, ex giocatore di calcio a 5 belga
- 1970 - Frederik Fetterlein, ex tennista danese
- 1970 - Osvaldo Hernández, ex pallavolista cubano
- 1970 - Sajjad Karim, politico britannico
- 1970 - Marko Kitti, scrittore finlandese
- 1970 - Malcolm Mackey, ex cestista statunitense
- 1970 - Kristen McDonald Rivet, politica statunitense
- 1970 - Francesco Monaco, pilota motociclistico italiano
- 1970 - Walter Monaco, ex calciatore e allenatore di calcio italiano
- 1970 - Miki Nagasawa, doppiatrice giapponese
- 1970 - Basarab Panduru, ex calciatore e allenatore di calcio rumeno
- 1970 - Massimiliano Sanna, politico italiano
- 1970 - Amir Shelah, ex calciatore israeliano
- 1971 - Aleksej Ajgi, musicista e compositore russo
- 1971 - Shōji Gatō, fumettista e scrittore giapponese
- 1971 - Leisha Hailey, attrice e cantante statunitense
- 1971 - Ben Loory, scrittore statunitense
- 1971 - Gianluca Senatore, chitarrista e bassista italiano
- 1972 - Robert Brooks, ex giocatore di football americano statunitense
- 1972 - Henrique Capriles Radonski, avvocato e politico venezuelano
- 1972 - Roberta Garzia, attrice italiana
- 1972 - Heiko Gerber, ex calciatore tedesco
- 1972 - Carlos Enrique Gutiérrez Ortega, ex calciatore colombiano
- 1972 - Joe Johnson, ex giocatore di football americano statunitense
- 1972 - Michael Rosenbaum, attore statunitense
- 1973 - Andrew Bird, musicista e cantautore statunitense
- 1973 - Marcelo Charpentier, ex tennista e allenatore di tennis argentino
- 1973 - Diego Imperio, allenatore di calcio a 5 e ex giocatore di calcio a 5 uruguaiano
- 1973 - Jeon Ki-young, ex judoka sudcoreano
- 1973 - Snežana Jovanović, ex cestista jugoslava
- 1973 - Kōnstantinos Kenterīs, ex velocista greco
- 1973 - Michele Orlando, ex pugile italiano
- 1974 - Anni Baobei, scrittrice, editrice e saggista cinese
- 1974 - Michael Hartmann, ex calciatore tedesco
- 1974 - Hermann Hreiðarsson, allenatore di calcio e ex calciatore islandese
- 1974 - Lil' Kim, rapper e personaggio televisivo statunitense
- 1974 - Kim Han-yoon, ex calciatore sudcoreano
- 1974 - István Majoros, ex lottatore ungherese
- 1974 - André Ooijer, allenatore di calcio e ex calciatore olandese
- 1975 - Andrea Alessi, storico dell'arte italiano
- 1975 - Bridgette Andersen, attrice statunitense († 1997)
- 1975 - Willie Anderson, ex giocatore di football americano statunitense
- 1975 - Rubén Baraja, allenatore di calcio e ex calciatore spagnolo
- 1975 - Miguel Cardona, educatore e politico statunitense
- 1975 - Spencer Cox, politico statunitense
- 1975 - Katja Giammona, attrice tedesca
- 1975 - Bruno Gouery, attore e scrittore francese
- 1975 - Doris Götzenbrucker, ex sciatrice alpina austriaca
- 1975 - Jan Slangen, ufficiale italiano
- 1975 - Nadya Suleman, ballerina statunitense
- 1975 - Thomas Ulrich, ex pugile tedesco
- 1975 - Jon Wellner, attore statunitense
- 1976 - Tihana Abrlić, ex cestista croata
- 1976 - Jacobo Díaz, ex tennista spagnolo
- 1976 - Petr Faldyna, ex calciatore ceco
- 1976 - Eduardo Nájera, ex cestista e allenatore di pallacanestro messicano
- 1976 - Alireza Rezaei, ex lottatore iraniano
- 1977 - Rashid Al-Mugren, calciatore saudita
- 1977 - Nataša Anđelić, ex cestista serba
- 1977 - Mira Arojo, cantante e musicista bulgara
- 1977 - Casper Crump, attore danese
- 1977 - Jon Gomm, chitarrista inglese
- 1977 - Luke Harding, linguista australiano
- 1977 - Robert Kempiński, scacchista polacco
- 1977 - Takumi Morikawa, ex calciatore giapponese
- 1977 - Etsuko Nakanishi, batterista giapponese
- 1977 - Jorge Luis Ramírez, ex calciatore cubano
- 1977 - Chiara Ricci, attrice, conduttrice televisiva e ex modella italiana
- 1977 - Tobias Welz, arbitro di calcio tedesco
- 1978 - Cristian Badilla, ex calciatore costaricano
- 1978 - Jessica Chase, nuotatrice artistica canadese
- 1978 - Kathleen Edwards, cantautrice canadese
- 1978 - Mattias Gustafsson, ex pallamanista svedese
- 1978 - Bruno Julie, pugile mauriziano
- 1978 - Kim Kang-woo, attore sudcoreano
- 1978 - Ghicci Mittino, thaiboxer e kickboxer italiana
- 1978 - Massimiliano Rosolino, personaggio televisivo e ex nuotatore italiano
- 1978 - Sven Schultze, ex cestista tedesco
- 1978 - Charis Yulianto, ex calciatore indonesiano
- 1979 - Femke Dekker, canottiera olandese
- 1979 - Paolo Frangipane, ex calciatore argentino
- 1979 - Marina Gatell, attrice spagnola
- 1979 - Im Soo-jung, attrice sudcoreana
- 1979 - Gábor Korolovszky, ex calciatore ungherese
- 1979 - Emanuel Lo, coreografo, ballerino e cantautore italiano
- 1979 - Raio Piiroja, ex calciatore estone
- 1979 - Lauris Reiniks, cantante lettone
- 1979 - Maksim Gennad'evič Rešetnikov, politico russo
- 1979 - Ahmed Salah Hosny, ex calciatore egiziano
- 1979 - Waltraud Schiefer, ex slittinista italiana
- 1979 - Jeff Trepagnier, ex cestista statunitense
- 1980 - Mathias Boe, giocatore di badminton danese
- 1980 - Nikolaj Domakinov, ex calciatore bulgaro
- 1980 - Durval, ex calciatore brasiliano
- 1980 - Steeve Elana, ex calciatore francese
- 1980 - Jenny Hval, cantante e compositrice norvegese
- 1980 - Pius Ikedia, ex calciatore nigeriano
- 1980 - Tyson Kidd, ex wrestler canadese
- 1980 - Jabu Mahlangu Pule, ex calciatore sudafricano
- 1980 - Zuzana Mračnová, ex cestista slovacca
- 1980 - Spencer Nelson, allenatore di pallacanestro e ex cestista statunitense
- 1980 - Juan José Oroz, dirigente sportivo e ex ciclista su strada spagnolo
- 1980 - Daniele Pietropolli, ex ciclista su strada italiano
- 1980 - Kevin Powers, scrittore statunitense
- 1981 - Amarildo Belisha, ex calciatore albanese
- 1981 - Blaine Boyer, giocatore di baseball statunitense
- 1981 - Diana Chaves, attrice, conduttrice televisiva e modella portoghese
- 1981 - Lionel Cox, tiratore a segno belga
- 1981 - Dan Grech-Marguerat, produttore discografico britannico
- 1981 - Andre Johnson, ex giocatore di football americano statunitense
- 1981 - Yōko Maki, fumettista giapponese
- 1981 - Sandra Naujoks, giocatrice di poker tedesca
- 1981 - Masayuki Ochiai, ex calciatore giapponese
- 1981 - Martin Ďurica, ex calciatore slovacco
- 1982 - Daria Pascal Attolini, attrice italiana
- 1982 - Jeff Cobb, wrestler statunitense
- 1982 - David Coote, ex arbitro di calcio inglese
- 1982 - Guðrun Sólja Jacobsen, cantante faroese
- 1982 - Lil' Zane, attore e rapper statunitense
- 1982 - Adrian Madaschi, calciatore australiano
- 1982 - Alexander Madlung, ex calciatore tedesco
- 1982 - Luis Martínez, ex calciatore colombiano
- 1982 - Clifford Miranda, allenatore di calcio e ex calciatore indiano
- 1982 - John O'Flynn, calciatore irlandese
- 1982 - Ania Ruiz, pallavolista portoricana
- 1982 - Jana Šenková, ex pallavolista ceca
- 1982 - Duško Stajić, ex calciatore bosniaco
- 1982 - Zhang Xiaofei, ex calciatore cinese
- 1982 - Émerson dos Santos da Luz, ex calciatore capoverdiano
- 1983 - Coez, cantautore e rapper italiano
- 1983 - Engin Baytar, ex calciatore turco
- 1983 - Francesca Businarolo, politica italiana
- 1983 - Peter Cincotti, cantautore e pianista statunitense
- 1983 - Elrio van Heerden, ex calciatore sudafricano
- 1983 - Maksïm Jalmağambetov, ex calciatore kazako
- 1983 - Cristobal Orellana, attore messicano
- 1983 - Marie Serneholt, cantante svedese
- 1983 - Oliver Setzinger, hockeista su ghiaccio austriaco
- 1983 - Dario Vero, compositore, chitarrista e direttore d'orchestra italiano
- 1984 - Tanith Belbin, danzatrice su ghiaccio statunitense
- 1984 - Costin Curelea, allenatore di calcio e ex calciatore rumeno
- 1984 - Francesco Fourneau, arbitro di calcio italiano
- 1984 - Naoko Hashimoto, pallavolista giapponese
- 1984 - Rob Heaps, attore britannico
- 1984 - Hitomi Hyuga, attrice giapponese
- 1984 - Jacoby Jones, giocatore di football americano statunitense († 2024)
- 1984 - Martin Lanig, ex calciatore tedesco
- 1984 - Marie Lu, scrittrice cinese
- 1984 - Jacob Micflikier, hockeista su ghiaccio canadese
- 1984 - Joe Pavelski, hockeista su ghiaccio statunitense
- 1984 - Sébastien Renouard, ex calciatore francese
- 1984 - Ben Spies, pilota motociclistico statunitense
- 1984 - Morné Steyn, rugbista a 15 sudafricano
- 1984 - Serinda Swan, attrice e modella canadese
- 1984 - Rachael Taylor, attrice e ex modella australiana
- 1985 - Robert Adamson, attore statunitense
- 1985 - Martín Anselmi, allenatore di calcio argentino
- 1985 - Geoff Cameron, ex calciatore statunitense
- 1985 - Mike Cox, ex giocatore di football americano statunitense
- 1985 - Luiz Ejlli, cantante albanese
- 1985 - Petra Gargano, cantante finlandese
- 1985 - Johanne Gomis, cestista francese
- 1985 - Kenta Hirose, cestista giapponese
- 1985 - Tobias Jesso Jr., paroliere, produttore discografico e cantautore canadese
- 1985 - Anna Julia Kapfelsperger, attrice tedesca
- 1985 - Orestīs Karnezīs, ex calciatore greco
- 1985 - Yahia Kébé, ex calciatore burkinabé
- 1985 - Ivan Lovrić, ex calciatore croato
- 1985 - Aki Maeda, attrice e cantante giapponese
- 1985 - Lilian Marijnissen, politica olandese
- 1985 - Takeshi Nagano, pallavolista giapponese
- 1985 - Ele Opeloge, sollevatrice samoana
- 1985 - Andrea Pagoto, ex ciclista su strada italiano
- 1985 - Vjekoslav Perica, storico e giornalista croato
- 1985 - Roberto Román Triguero, ex calciatore spagnolo
- 1985 - Richelle Ryan, attrice pornografica statunitense
- 1985 - Jonathan Sexton, ex rugbista a 15 irlandese
- 1985 - Genevra Stone, canottiera statunitense
- 1985 - Alessandro Terrin, ex nuotatore italiano
- 1985 - Riccardo Valentini, hockeista in-line italiano
- 1985 - Jakub Wilk, calciatore polacco
- 1986 - Nana Akwasi Asare, ex calciatore ghanese
- 1986 - Will Brill, attore statunitense
- 1986 - Ian Cathro, allenatore di calcio e ex calciatore scozzese
- 1986 - Yoann Gourcuff, ex calciatore francese
- 1986 - Ryan Jarvis, ex calciatore inglese
- 1986 - Mickaël Mokongo, ex cestista centrafricano
- 1986 - Artëm Ovečkin, ex ciclista su strada russo
- 1986 - Vicente Pérez, ex calciatore spagnolo
- 1986 - B.J. Raji, ex giocatore di football americano statunitense
- 1986 - Api Ratuniyarawa, rugbista a 15 figiano
- 1986 - Raúl García, ex calciatore spagnolo
- 1986 - Marco Zanni, politico italiano
- 1986 - Sharnee' Zoll, ex cestista e allenatrice di pallacanestro statunitense
- 1987 - Yōta Akimoto, ex calciatore giapponese
- 1987 - DJ Layla, disc jockey moldava
- 1987 - Andrew Deer, taekwondoka britannico
- 1987 - Kourouma Fatoukouma, ex calciatore nigerino
- 1987 - Michaell Jackson, cestista colombiano
- 1987 - Wesley Johnson, ex cestista e allenatore di pallacanestro statunitense
- 1987 - Davide Malacarne, ex mountain biker, ex ciclista su strada e ciclocrossista italiano
- 1987 - Chris Malonga, calciatore congolese (Repubblica del Congo)
- 1987 - Pavel Matiash, ex calciatore kirghiso
- 1987 - William Meynard, nuotatore francese
- 1987 - Maximilian Müller, hockeista su prato tedesco
- 1987 - Plinio Sciamanna, ex rugbista a 15 e allenatore di rugby a 15 italiano
- 1987 - Dakson, calciatore brasiliano
- 1988 - Nelson Acevedo, calciatore argentino
- 1988 - Andreas Bjelland, calciatore danese
- 1988 - Brynjar Björnsson, cestista islandese
- 1988 - Étienne Capoue, calciatore francese
- 1988 - Giacomo Eliantonio, cestista italiano
- 1988 - Alex Franklin, cestista statunitense
- 1988 - Ángel García García, cestista portoricano
- 1988 - Damon Gray, ex calciatore inglese
- 1988 - Yuka Iguchi, doppiatrice giapponese
- 1988 - Bartosz Kaniecki, ex calciatore polacco
- 1988 - Lucy Kennedy, ex ciclista su strada australiana
- 1988 - Natalie La Rose, cantante olandese
- 1988 - Blagoj Makendžiev, calciatore bulgaro
- 1988 - Alexander Mejía, calciatore colombiano
- 1988 - Suvi Mikkonen, taekwondoka finlandese
- 1988 - Konstantinos Mourikis, pallanuotista greco
- 1988 - Martín Prost, calciatore argentino
- 1988 - Joan Smalls, supermodella portoricana
- 1988 - Ben Smith, hockeista su ghiaccio statunitense
- 1988 - Eijirō Takeda, calciatore giapponese
- 1988 - Tay Waller, cestista statunitense
- 1988 - Naoki Yamamoto, pilota automobilistico giapponese
- 1988 - Natal'ja Žedik, cestista russa
- 1989 - Au Yeung Yiu Chung, calciatore hongkonghese
- 1989 - Marco Baixinho, calciatore portoghese
- 1989 - Rachael Blackmore, fantina irlandese
- 1989 - Sebastian Cojocnean, ex calciatore rumeno
- 1989 - Konrad Czerniak, nuotatore polacco
- 1989 - Dennis Daube, ex calciatore tedesco
- 1989 - Edward Dawkins, ex pistard neozelandese
- 1989 - Shareeka Epps, attrice statunitense
- 1989 - Aden Flint, calciatore inglese
- 1989 - David Henrie, attore statunitense
- 1989 - Marcel Hernández, calciatore cubano
- 1989 - Laura Herrera, ex cestista spagnola
- 1989 - Felix Hoffmann, cestista tedesco
- 1989 - Big Swole, wrestler statunitense
- 1989 - John Jenkins, giocatore di football americano statunitense
- 1989 - Aljaksej Kazloŭ, ex calciatore bielorusso
- 1989 - Martin Kližan, tennista slovacco
- 1989 - Kinnie Laisné, tennista francese
- 1989 - Hana Pestle, cantautrice e musicista statunitense
- 1989 - Vladimir Polujachtov, ex calciatore russo
- 1989 - Álvaro Rey, calciatore spagnolo
- 1989 - Tobias Sana, calciatore svedese
- 1989 - Rosana Simón, taekwondoka spagnola
- 1989 - Jaime Smith, ex cestista statunitense
- 1989 - János Szabó, calciatore ungherese
- 1989 - Jarrad Weeks, ex cestista e allenatore di pallacanestro australiano
- 1989 - Zheng Zheng, calciatore cinese
- 1990 - John Ampomah, giavellottista ghanese
- 1990 - Mona Barthel, tennista tedesca
- 1990 - Vullnet Basha, ex calciatore svizzero
- 1990 - Andreas Billi, tuffatore italiano
- 1990 - Daniel Colman, giocatore di poker statunitense
- 1990 - Fabian Holland, calciatore tedesco
- 1990 - Adam Jezierski, attore polacco
- 1990 - Elijah Johnson, ex cestista statunitense
- 1990 - Achille Lauro, cantautore e rapper italiano
- 1990 - Noa Nakaitaci, rugbista a 15 figiano
- 1990 - Melissa Naschenweng, cantante austriaca
- 1990 - Connor Paolo, attore statunitense
- 1990 - Nikos Pappas, cestista e politico greco
- 1990 - Patrick Peterson, ex giocatore di football americano statunitense
- 1990 - Vitor Saba, ex calciatore brasiliano
- 1990 - Lynsey Sharp, mezzofondista britannica
- 1990 - Risa Shinnabe, ex pallavolista giapponese
- 1990 - Daniele Tinti, comico italiano
- 1990 - Masis Voskanyan, calciatore armeno
- 1990 - Caroline Wozniacki, tennista danese
- 1990 - Xie Wenjun, ostacolista cinese
- 1990 - Dmytro Čumak, sollevatore ucraino
- 1991 - José Luis Chunga, calciatore colombiano
- 1991 - Andrew Conway, rugbista a 15 irlandese
- 1991 - Eugenio Fanti, cestista italiano
- 1991 - Karl-Richard Frey, judoka tedesco
- 1991 - Sean Gannon, calciatore irlandese
- 1991 - Sophie Hitchon, martellista britannica
- 1991 - Bədavi Hüseynov, calciatore azero
- 1991 - Steven Le Coquen, pilota motociclistico francese
- 1991 - Olly Lee, ex calciatore inglese
- 1991 - Hamza Maimón, giocatore di calcio a 5 spagnolo
- 1991 - Cristiano Mirarchi, pallanuotista italiano
- 1991 - Ruslan Samitov, bobbista e ex triplista russo
- 1991 - Thomas Shields, nuotatore statunitense
- 1991 - Luke Stapleford, pilota motociclistico britannico
- 1992 - Assunta Canfora, pugile italiana
- 1992 - Karise Eden, cantante australiana
- 1992 - Mohamed Elneny, calciatore egiziano
- 1992 - Carolyn Genzkow, attrice tedesca
- 1992 - Alexandre Henrard, pentatleta francese
- 1992 - Maycon de Jesús Santana, calciatore brasiliano
- 1992 - Lucas Menossi, calciatore argentino
- 1992 - Petr Vakoč, ex ciclista su strada ceco
- 1992 - Devondrick Walker, cestista statunitense
- 1992 - Sonny Weishaupt, ex giocatore di football americano tedesco
- 1992 - Cody Whitehair, giocatore di football americano statunitense
- 1993 - Rebecca Bross, ginnasta statunitense
- 1993 - Simone Calvano, calciatore italiano
- 1993 - Chloe Dalton, cestista, giocatrice di football australiano e rugbista a 15 australiana
- 1993 - Tommaso Dotti, pattinatore di short track italiano
- 1993 - Szymon Drewniak, calciatore polacco
- 1993 - Nikos Egglezou, calciatore cipriota
- 1993 - Krešimir Gorša, ex giocatore di football americano croato
- 1993 - Lake Kwaza, bobbista e velocista statunitense
- 1993 - Ng Yan Yee, tuffatrice malese
- 1993 - Bogdan Radosavljević, cestista serbo
- 1993 - Jairo Samperio, calciatore spagnolo
- 1993 - Ryan Strome, hockeista su ghiaccio canadese
- 1994 - Agostino Camigliano, calciatore italiano
- 1994 - Caleb Ewan, ex ciclista su strada australiano
- 1994 - Yony González, calciatore colombiano
- 1994 - Shaul Gordon, schermidore canadese
- 1994 - Lucas Hägg-Johansson, calciatore svedese
- 1994 - Tihomir Ivanov, altista bulgaro
- 1994 - Bartłomiej Kalinkowski, calciatore polacco
- 1994 - Nina Nesbitt, cantautrice, musicista e polistrumentista britannica
- 1994 - Joel Nilsson, calciatore svedese
- 1994 - Lucas Ocampos, calciatore argentino
- 1994 - Aldair Quintana, calciatore colombiano
- 1994 - Fabio Ricci, pallavolista italiano
- 1994 - Laura Rozalén, attrice, ballerina e modella spagnola
- 1994 - Jan Scherrer, snowboarder svizzero
- 1994 - Skylar Spencer, cestista statunitense
- 1994 - Isaiah Taylor, cestista statunitense
- 1994 - Jake Wightman, mezzofondista britannico
- 1995 - Joseph Athale, calciatore francese
- 1995 - Joey Bosa, giocatore di football americano statunitense
- 1995 - Nikita Hajkin, calciatore russo
- 1995 - Blu Hunt, attrice statunitense
- 1995 - Émilien Jacquelin, biatleta francese
- 1995 - Nemanja Jakšić, calciatore serbo
- 1995 - Vitalij Lyscov, calciatore russo
- 1995 - Dakota Mathias, cestista statunitense
- 1995 - Benito Ramírez, calciatore spagnolo
- 1995 - Kemoko Turay, giocatore di football americano statunitense
- 1995 - Ivan Čiškala, giocatore di calcio a 5 russo
- 1995 - Luděk Šeller, fondista ceco
- 1996 - Ross Stewart, calciatore scozzese
- 1996 - Alessia Cara, cantautrice canadese
- 1996 - Amy Cokayne, rugbista a 15 britannica
- 1996 - Harry Coppell, astista britannico
- 1996 - Alihan Demir, cestista turco
- 1996 - Rodrigo Iván Díaz, calciatore argentino
- 1996 - Giada Franco, rugbista a 15 italiana
- 1996 - Philipp Lienhart, calciatore austriaco
- 1996 - Raul Lô Gonçalves, calciatore brasiliano
- 1996 - Aaron Menzies, cestista britannico
- 1996 - Calon Minors, calciatore bermudiano
- 1996 - Cameron Oliver, cestista statunitense
- 1996 - Jacob Romero Gibson, attore giamaicano
- 1996 - Dalton Schultz, giocatore di football americano statunitense
- 1996 - Tayna, rapper e cantante kosovara
- 1996 - Tatsuya Shinhama, pattinatore di velocità su ghiaccio giapponese
- 1996 - Hartthijs de Vries, ciclista su strada olandese
- 1996 - James Whelan, ex ciclista su strada australiano
- 1996 - Andrija Živković, calciatore serbo
- 1997 - Samy Baghdadi, calciatore francese
- 1997 - Roger Gurski, velocista tedesco
- 1997 - Aric Holman, cestista statunitense
- 1997 - Matija Kavčič, calciatore sloveno
- 1997 - Kazuya Konno, calciatore giapponese
- 1997 - Rasmus Kristensen, calciatore danese
- 1997 - Marvin Omuvwie, cestista tedesco
- 1997 - Constantin Reiner, calciatore austriaco
- 1997 - Junior Robledo, calciatore boliviano
- 1997 - Zac Seljaas, cestista statunitense
- 1997 - Pavel Sivakov, ciclista su strada russo
- 1998 - Krešimir Ljubičić, cestista croato
- 1998 - John Nelson, calciatore statunitense
- 1998 - Michael Perelló, calciatore honduregno
- 1998 - Jacob Widell Zetterström, calciatore svedese
- 1999 - Agathe Guillemot, mezzofondista francese
- 1999 - Isabelle Haak, pallavolista svedese
- 1999 - Lars Kramer, calciatore olandese
- 1999 - Andrés Martín, calciatore spagnolo
- 1999 - Axl Ríos, calciatore cileno
- 1999 - Elena Tsineke, cestista greca
- 1999 - Mashiro Yasunaga, nuotatrice artistica giapponese
- 1999 - Zaydou Youssouf, calciatore francese
- 2000 - Jonathan Burkardt, calciatore tedesco
- 2000 - Keondre Coburn, giocatore di football americano statunitense
- 2000 - Chamarri Conner, giocatore di football americano statunitense
- 2000 - Benjamín Garré, calciatore argentino
- 2000 - Javiera Grez, calciatrice cilena
- 2000 - Manuel, rapper e cantante ungherese
- 2000 - Mads Hermansen, calciatore danese
- 2000 - Isaac Jones, cestista statunitense
- 2000 - Rodrigue Kossi, calciatore beninese
- 2000 - Chiara Mason, pallavolista italiana
- 2000 - Darko Čurlinov, calciatore macedone

## XXI secolo(30)
- 2001 - Damián Bobadilla, calciatore paraguaiano
- 2001 - Sophia Anne Caruso, attrice, cantante e ballerina statunitense
- 2001 - Fran Delgado, calciatore spagnolo
- 2001 - Ayouba Kosiah, calciatore olandese
- 2001 - Ronaldo Lumungo Afonso, calciatore saotomense
- 2001 - Matúš Malý, calciatore slovacco
- 2001 - Alberto Marí, calciatore spagnolo
- 2001 - Kein Satō, calciatore giapponese
- 2001 - T'Vondre Sweat, giocatore di football americano statunitense
- 2001 - Łukasz Zjawiński, calciatore polacco
- 2002 - Pedrinho, calciatore brasiliano
- 2002 - Amad Diallo, calciatore ivoriano
- 2002 - Oliver Dovin, calciatore svedese
- 2002 - Julia Henriksson, velocista svedese
- 2002 - Andréas Hountondji, calciatore beninese
- 2002 - Vicente Poggi, calciatore uruguaiano
- 2002 - Juan Román Pucheta, calciatore argentino
- 2002 - Matteo Ruggeri, calciatore italiano
- 2002 - Si Jiahui, giocatore di snooker cinese
- 2003 - Costin Amzăr, calciatore rumeno
- 2003 - Juan Córdoba, calciatore colombiano
- 2003 - Daniel Jebbison, calciatore canadese
- 2003 - Jesse Kertesz-Knight, sciatore alpino canadese
- 2003 - Matías Lazo, calciatore peruviano
- 2003 - Sydney Lucas, attrice statunitense
- 2003 - Lenny Martinez, ciclista su strada francese
- 2005 - Jovan Mijatović, calciatore serbo
- 2005 - Emran Soglo, calciatore inglese
- 2006 - Mia Wild, ostacolista e velocista croata
- 2025 - Enrico Guarna, tira rigori in pensione africano